# Університет (станція метро, Стокгольм)
59°21′56″ пн. ш. 18°03′17″ сх. д. / 59.365694444444° пн. ш. 18.054722222222° сх. д.
«Університет» (швед. Universitetet) — станція Червоної лінії Стокгольмського метрополітену, обслуговується потягами маршруту Т14.
Була відкрита 12 січня 1975 року як північна кінцева точка розширення від Текніска-гегскулан. 
29 січня 1978 року лінія була продовжена на північ до Мербю-сентрум. 

Відстань до Слюссена становить 5,7 км.
Пасажирообіг станції в будень —	13,700 осіб (2019)

Розташування: мікрорайон Фрескаті, поруч розташовані Стокгольмський університет, Шведський музей природознавства та залізнична станція Університет
Конструкція: склепінна глибокого закладення тбіліського типу  (глибина закладення — 25 м) з однією острівною прямою платформою.

## Операції
| Попередня станція           | Лінія | Лінія     | Лінія | Наступна станція               |
| --------------------------- | ----- | --------- | ----- | ------------------------------ |
| Бергсгамра до Мербю-сентрум |       | Лінія T14 |       | Текніска-гегскулан до Фруенген |